# Vidoši
Vidoši su naseljeno mjesto u gradu Livnu, Federacija Bosne i Hercegovine, BiH.
Nalazi se na istočnom dijelu Velikog polja u gornjem slijevu rijeke Sturbe, okruženom tušničkim brdima.

## Stanovništvo

### Popisi 1971. – 1991.
| Vidoši             |              |              |              |
| godina popisa      | 1991.        | 1981.        | 1971.        |
| Hrvati             | 472 (82,95%) | 377 (73,06%) | 522 (84,87%) |
| Muslimani          | 91 (15,99%)  | 80 (15,50%)  | 92 (14,95%)  |
| Srbi               | 1 (0,17%)    | 1 (0,19%)    | 0            |
| Jugoslaveni        | 2 (0,35%)    | 53 (10,27%)  | 1 (0,16%)    |
| ostali i nepoznato | 3 (0,52%)    | 5 (0,96%)    | 0            |
| ukupno             | 569          | 516          | 615          |

Prema popisu stanovništva 1991. godine cijela MZ Vidoši imala je ukupno 3.095 stanovnika. Od toga: Hrvata 2.813 (90,89 %), Bošnjaka 212 (6,85 %), Srba 28 (0,9%) i ostalih 42 (1,63%).

### Popis 2013.
| Vidoši             |              |
| godina popisa      | 2013.        |
| Hrvati             | 405 (85,44%) |
| Bošnjaci           | 67 (14,14%)  |
| Srbi               | 1 (0,21%)    |
| ostali i nepoznato | 1 (0,21%)    |
| ukupno             | 474          |

## Župa Vidoši
Župa Vidoši jedna je od najstarijih u livanjskom kraju. Dali je i najstarija o tome postoje određene kontroverze. Kao jedna od osam župa pripada livanjskom dekanatu, koji je u sastavu Banjalučke biskupije.
U nju pripadaju sljedeća mjesta:
- Dobro (prvi put se spominje 1400. godine u Darovnici kralja Stjepana Ostoje Hrvoju Vukčiću Hrvatiniću)
- Dola
- Glavice
- Grgurići (spominje se početkom 17. stoljeća u popisima bosanskih nahija)
- Lopatice (ime dobilo vjerojatno po razvijenoj radinosti izrade lopata)
- Lopatinac
- Megdan (dobilo ime po mjestu gdje se nekad trgovalo stokom)
- Potkraj (nalazi se ispod planine Tušnice, 4 km od Vidoša)
- Potok
- Smričani (ime dobilo po krškoj uvali u kojoj se nalazi)
- Sturba (ime dobilo po istoimenoj rijeci koja u njemu izvire)
- Tušnica (mjesto i rudnik ugljena ispod istoimene planine)
- Vidoši
- Zagoričani (prvi put se spominje 1400. godine u Darovnici kralja Stjepana Ostoje Hrvoju Vukčiću Hrvatiniću)

U župi već duži niz godina aktivno djeluje Franjevačka mladež (FRAMA).
Vidoši su središte svetkovine Uznesenja Blažene Djevice Marije na nebo livanjskog dekanata, koja se slavi 15. kolovoza svake godine. Blagdan župe je 8. prosinac, kad se slavi Bezgrešno začeće Blažene Djevice Marije. 
Vjernici Majku Božju u ovoj župi štuju kao Gospu Vidošku.
Katolička župa Vidoši u svom godišnjem popisu prilikom blagoslova kuća 2005./2006. evidentirala je 3.157 vjernika.

## Demografske karakteristike u župi Vidoši
| Kretanje broja župljana kroz popise |            |               |
| Godina                              | Broj osoba | Broj obitelji |
| 1761.                               | 534        | 54            |
| 1768.                               | 598        | 58            |
| 1856.                               | 2.148      | 268           |
| 1864.                               | 2.454      | 290           |
| 1877.                               | 2.554      | 329           |
| 1885.                               | 3.198      |               |
| 1892.                               | 3.500      |               |
| 1900.                               | 3.927      |               |
| 1935.                               | 3.440      |               |
| 1960.                               | 4.391      |               |
| 2005.                               | 3.157      |               |

Tablica rođenih i umrlih izabranih godina u razdoblju od 150 godina u župi Vidoši.
| Demografske prilike od 1850. – 2000. |          |        |
| Godina                               | Krštenih | Umrlih |
| 1850.                                | 43       |        |
| 1860.                                | 49       | 23     |
| 1870.                                | 49       | 23     |
| 1880.                                | 52       | 42     |
| 1890.                                | 76       | 53     |
| 1900.                                | 118      | 54     |
| 1910.                                | 136      | 65     |
| 1920.                                | 82       | 70     |
| 1930.                                | 125      | 53     |
| 1940.                                | 167      | 57     |
| 1950.                                | 154      | 52     |
| 1960.                                | 136      | 24     |
| 1970.                                | 95       | 27     |
| 1980.                                | 60       | 25     |
| 1990.                                | 74       | 39     |
| 2000.                                | 55       | 47     |

Prema vidoškim maticama, koje se vode od 1802. godine, najviše rođenih iskazano je 1939. godine - 179, a najmanje 1854. – 37.
Umrlih je najviše bilo 1944. – 169, a najmanje 1853. – 4.

## Opismenjavanje i školstvo u župi Vidoši
Pionirski posao u opismenjavaju puka u ovom kraju pripada fra Lovri Karauli, koji je vidoški župnik od 1832. – 1840. godine i predvodnik organiziranog školstva u livanjskom kraju. On je 1832. i 1833. sazidao novi župni stan, a stari dotrajali obnovio i u crkvicu preokrenuo, a poslije za školu preuredio. Ta crkvica, zvana Kula, postala je prva škola s određenim planom i programom na području Livna. Tu su školu pohađala samo muška djeca iz najbliže okolice. 1858. ovaj tribun livanjskih katolika sagradio je posebnu "kućicu kao školu" na Gorici u Livnu, koja je prozvana kao "Karaulina škola". Dr. Miroslava Topić, u svojoj doktorskoj disertaciji "Franjevačke škole i zavodi u BiH", obranjenoj 2005. na Filozofskom fakultetu u Sarajevu, za tu školu piše da "... je to bila prva hrvatska škola u Bosni i Hercegovini u kojoj se narodni jezik naziva hrvatskim imenom".
Nakon njega, za opismenjavanje svojih župljana, zaslužan je mnogo i  fra Anđeo Ćurić (župnik od 1878. – 1882. i 1885. – 1889.). On je kod župnog stana u Vidošima otvorio školu koju je pohađalo i do stotinu učenika. Za svoje zasluge tri puta je bio odlikovan od austrijskih vlasti.
Masovniji tečaj za opismenjavanje omladine organizirao je fra Bono Grebenar početkom 1929. godine. Učili su čitanje, pisanje, povijest i račun. Pred Drugi svjetski rat akciju opismenjavanja organiziralo i provodilo je vodstvo HSS-a. Ti tečajevi organizirani su od 1936. godine po privatnim kućama, gdje se učilo pisanje i računanje. Žene su dodatno učile još vezenje i tkanje. 
Prva državna škola u ovom kraju napravljena je 1930. u Smričanima. U prvoj generaciji školu je završilo 27 učenika iz svih mjesta vidoške župe. Osnovnoškolska nastava organizirana je od listopada 1943., a opismenjavanje odraslih intenzivirano je 1944. i 1945. u večernjim satima. 
1951./1952. škola iz Potkraja premještena je na Megdan u tek napravljenju školsku zgradu, te će poslije prerast u osmogodišnju školu, sve do 1979. godine.
Osnovna škola
Osnovna škola "Fra Lovro Karaula" (bivša "Mladost") u Vidošima izgrađena su jednim dijelom dobrovoljnim prilozima mještana (300 DEM). Otvorena je povodom nekadašnjeg "Dana Livna" 10. listopada 1979. godine. Škola raspolaže s 8 modernih učionica.

## Migracije
Iz Vidoša, kako mjesta tako i MZ, veliki broj stanovnika privremeno je ili trajno napustio rodni kraj. Prve migracije bile su 20.-ih godina prošlog stoljeća u Belgiju, Francusku i SAD,
da bi se u 60.-tim godinama veliki broj mještana uputio u Njemačku, Austriju, Švicarsku i prekooceanske zemlje. Zagreb, Slavonija, te mjesta na dalmatinskoj obali, također su cilj mnogih stanovnika ovog kraja.

## Povijest
Vidoši se prvi put spominje 1742. godine kada je pobožna udovica Vidošević iz sela Radinčića ostavila oporuku o darivanju zemljišta u kamenjaru gdje je napravljena kućica slamom pokrivena za svećenike.
Sredinom 18. stoljeća u Vidošima je postojala zgradica od šepera, koja je služila kao crkva. Godine 1833. pod imenom gospodarske zgrade (crkve je tada bilo zabranjeno graditi) izgrađena je kamena crkvica. 
Fra Lovro Karaula (1800. – 1875.) pribavio je 1853. godine pašino pismo (bujruntiju) i nakon nje nalog (tur. ferman) da se smiju graditi crkve u Vidošima i na Gorici u Livnu.
Gradnja sadašnje crkve započeta je u vrijeme službe  fra Bone Jurića 1854. g., a završena je dvije godine kasnije za vrijeme  fra Grge Lozića. Crkvu su gradili poznati livanjski graditelji i klesari Mato i Jozo Radnić-Baja. Glavni oltar od kamena isklesao je 1870. Mato Radnić-Baja. On ga je radio po uzoru na oltar Gospe Sinjske u crkvi u Sinju. Pobočni oltar Sv. Klementa radio je klesar Ivan Bandov 1866. god., a oltar Sv. Josipa klesar Marelja. Oba su oltara 1982. porušena. Zvonik (kao i crkva urađeni su od tesanog kamena) je postavljen 1902. godine. 
Crkva je posvećena Bezgrješnom začeću Blažene Djevice Marije. Crkvu izgrađenu doprinosom mještana župe blagoslovio je fra Lovro Karaula 8. prosinca 1856. godine. Matice župe Vidoši sačuvane su od 1802. godine i nalaze se u Franjevačkom samostanu na Gorici u Livnu.
Prva župna kuća izgorjela je 1801. g. u požaru, kao i sve matice. Današnja župna kuća sagradjena je 1974. g. za vrijeme župnikovanja fra Tome Buljana, na temeljima one iz 1833. godine.

### Nacionalni spomenici
Historijska građevina – Župna crkva Bezgrešnog začeća u Vidošima, općina Livno, proglašena je za nacionalni spomenik Bosne i Hercegovine
U blizini crkve u Vidošima nalazi se Vidoška gradina, također proglašena nacionalnim spomenikom Bosne i Hercegovine 2009. g.).   To je jedna od delmatskih utvrda na livanjskom području koju su Rimljani osvojili i zidovima pojačali (9. godine pad Delmata pod Rimsku upravu). Vidoška gradina vjerojatno je bila postaja na rimskoj cesti prema Saloni. Na prostorima župe Vidoši nalaze se brojni (208) srednjovjekovni nadgrobni spomenici (stećci).
Najstariji pisani dokument u ovome kraju ostavili su Rimljani. Na jednom poklopcu rimske kamene urne nađene poviše izvora Sturbe početkom 60.-tih godina 19. stoljeća, pisalo je na latinskom jeziku: "DM Firmus Surionis vixit an(nis) XXX pro frt posteris (...)". Nažalost taj vrijedan dokument je izgubljen.

### Stradanje stanovnika župe Vidoši u ratovima
Iz ne cjelovitog popisa dosad je zabilježeno da je Prvi svjetski rat s ovih prostora odnio 52 života.
Na području župe Vidoši u Drugom svjetskom ratu stradalo je 230 osoba, a u samom mjestu Vidoši - 16 osoba.
U Domovinskom ratu od 1991. – 1995. iz ove župe poginulo je 20 branitelja i 1 civilna osoba.

## Gospodarstvo
Stanovništvo se uglavnom bavi poljoprivredom, stočarstvom, pčelarstvom, te drugim poslovnim djelatnostima u obližnjem Livnu. Slabim poslovanjem Rudnika ugljena Tušnica, utemeljenog još 1888. godine, mnogi mještani ostali su bez posla. Izvor prihoda su još i doznake iz inozemstva u vidu raznih pomoći članova obitelji ili mirovine ostvarene od tzv. "gastarbajtera".
| Stočarstvo u Vidošima kroz popise |       |        |       |      |        |         |
| Godina                            | konji | goveda | ovce  | koze | svinje | magarci |
| 1896.                             | 56    | 172    | 1.347 | 0    | 3      | 3       |
| 1921.                             | 119   | 276    | 1.083 | 0    | 16     | 16      |
| 1981.                             | 0     | 126    | 119   | 0    | 10     | 0       |
| 1991.                             | 2     | 127    | 261   | 0    | 77     | 0       |

## Infrastruktura
Vidoši su elektrificirani 1952. godine. Telekomunikacijski vod do tušničkog rudnika postavljen je 1954. godine, dok je šire mjesto na mrežu priključeno u listopadu 1983. godine. Mještani su za telefonske priključke morali izdvojiti po 1.800 DEM. Asfalt na magistralnoj cesti (6-1) Livno - Tomislavgrad od Drinove Međe postavlja se 70.-tih godina. 1975. godine asfaltirana je makadamska cesta od Glavica do Tušnice (6,5 km). Fratarsku cestu od Dobrog do Vidoša, započetu još davne 1934. godine zahvaljujući fra fra Anti Šakiću, dovršava fra fra Ćiro Lovrić 1988. godine. Udaljenost je smanjena s 18 na 2 km. Lokalni vodovod izgrađen je 1983. godine.

## Kultura
Dom kulture
Dom kulture (prvi u BiH) izgrađen je nakon Drugog svjetskog rata dobrovoljnim radom mještana Mjesne zajednice Vidoši. Svečano je otvoren 1949. godine. Električnu energiju dobivao je iz tušničkog rudnika, koji je opskrbljivao i grad Livno. Predstavljao je tada jedno od najmodernijih okupljališta mladeži šireg livanjskog kraja. U sklopu objekta nalazili su se: kino "Ograda" (čiji je kino-projektor poklonilo Izvršno vijeće BiH), kavana, ambulanta, trgovina mješovite robe, kasnije pošta i matični ured. U dvorištu, na propisno napravljenom igralištu, omladina je igrala odbojku.
U 70.-tim godinama kino se dvorana koristi kao disko klub "Raj". 
U nedostatku adekvatnog prostora u Livnu, Dom kulture je mjesto održavanja brojnih koncerata najpoznatijih umjetnika iz Hrvatske i Bosne Hercegovine, priredbi i društvenih manifestacija ondašnjeg sustava. S nedostatkom financijskih sredstava biva nažalost u zadnja 2 desetljeća sve više zapušten i prepušten propadanju. U njemu je nekoliko godina bila smještena tvornica za preradu drveta. Danas je jedino poštanski ured u funkciji (1964. – 1969., te stalno od 1977. g.). U planu je saniranje Doma kulture i predavanje na korištenje KUD-u "Rudine" osnovanom 24.siječnja 2010. godine, koje promiče tradiciju, običaje i kulturno nasljeđe Hrvata livanjskog kraja.  KUD "Rudine" ima trenutačno više od 200 članova. 
Likovne kolonije
U Vidošima su do sada organizirane dvije likovne kolonije. 
Prva 2007. u povodu 150. godišnjice izgradnje vidoške crkve. Inicijator je bio vidoški župnik  fra Pero Kuliš, a organizator župni ured Vidoši i Udruga likovnih umjetnika Livna. 
U koloniji se našao dobar broj likovnjaka iz vidoške župe, livanjskog kraja, te nekolicina njih iz drugih mjesta: Zagreba, Slavonskog Broda, Splita, Mostara, Zenice, Novog Travnika, Čapljine, Neuma i Čitluka.
Druga likovna kolonija, održana je 2008. Okupila je dvadesetak likovnih umjetnika iz BiH i Hrvatske. Dio prihoda od aukcije slika namijenjen je obnovi crkve, a umjetnička djela sakralne tematike ostala su u vlasništvu župe Vidoši.

## Šport
MNK "Seljak"
MNK Seljak Vidoši bio je i prvak bivše države u malom nogometu 1991. godine. U finalnoj utakmici u "Kutiji šibica" u Zagrebu 13.1.1991. pobijedio je rezultatom 1:0 MNK "Uspinjača" iz Zagreba. Igrači koji su nastupili: pok. Dalibor Perković-Dali, Konta, Bandov, Anić, Matan, Ćorluka, Z. Duvnjak, Omazić, D. Duvnjak.
Godinu dana prije MNK "Seljak" bio je bio je doprvak Jugoslavije. U odlučujućoj utakmici (11. veljače 1990.) u Srijemskoj Mitrovici poražen je od MNK "Uspinjača" iz Zagreba, rezultatom 0:2.
Na prvenstvu Europe u Madridu krajem lipnja i početkom sprnja 1991. MNK "Seljak" osvojio je treće mjesto (pobjeda nad prvakom Mađarske rezultatom 11:7).
Boris Bandov
Boris Bandov, nogometaš i trener, rođen 1953. godine. Od 1976. – 1983. 33 puta je nastupio za reprezentaciju SAD-a. Trener je FC Westchester (do 17. g.).

## Poznate osobe
- Stipo Manđeralo, autor značajnih djela iz livanjske tradicije i povijesti.
- Vinko Brešić, književni povjesničar i sveučilišni profesor.
- Vlado Sučić, sveučilišni profesor.
- Vatroslav Kuliš, hrv. slikar i grafičar

## Galerija
- Pogled na crkvu s Vidoške gradine
- Glavni oltar od kamena. Isklesan 1870.
- Unutrašnjost crkve
- Pogled na crkvu
- Crkva - Pogled s zapadne strane
- Gospa Vidoška
- Gospa Vidoška ispred oltara
- Župa pod snijegom

## Vanjske poveznice
- Župa Vidoši  Arhivirana inačica izvorne stranice od 20. ožujka 2020. (Wayback Machine)
- Audio prilozi o Vidošima  Arhivirana inačica izvorne stranice od 22. listopada 2020. (Wayback Machine)
- TV prilog HRT-a od od 8.1.2006.
- Vidoši - Panorama
- Pogled na Vidoše
- KUD "Rudine"  Arhivirana inačica izvorne stranice od 21. kolovoza 2016. (Wayback Machine)